# Eroe canino
Eroe canino (The Hound and the Rabbit) è un film del 1937 diretto da Rudolf Ising. È un cortometraggio d'animazione della serie Happy Harmonies, distribuito negli Stati Uniti il 29 maggio 1937. È stato distribuito anche col titolo Gioco pericoloso.

## Trama
Il coniglietto Speedy scopre che il cane che lo stava inseguendo vuole solo essergli amico, e dopo averlo battezzato Sniffy lo porta nel campo dove il resto dei conigli stanno giocando a football americano. Dopo aver fatto le presentazioni, Speedy fa entrare Sniffy nella propria squadra. In quel momento arriva una volpe che, resasi conto di non poter assalire i conigli mentre il cane è presente, lo richiama. Dopo che Sniffy si è allontanato, la squadra avversaria chiede alla volpe di unirsi a loro, ma lei si dimostra un giocatore di football orribile. Quando si accorge che Sniffy sta per tornare, la volpe inizia a catturare i conigli con l'aiuto di una canna da pesca con carota. Speedy, riuscito a sfuggirle, corre a chiamare Sniffy. Dopo un breve inseguimento, i due trovano la volpe che trasporta i conigli chiusi nel suo cesto. Mentre Sniffy si batte con la volpe e la catapulta lontano con un albero, Speedy libera i suoi compagni. Così, i conigli portano Sniffy in trionfo come un eroe.

## Distribuzione

### Edizione italiana
Il corto fu distribuito in Italia in lingua originale nel 1938, e poi doppiato il 3 novembre 1972 nel programma L'allegra brigata di Tom e Jerry.

### Edizioni home video
Il corto è stato distribuito in DVD in America del Nord dalla Warner Home Video il 7 agosto 2007, come extra nel secondo disco della Myrna Loy and William Powell Collection (dedicato a Sposiamoci in quattro).